# بحيرة بلاغدون
تقع بحيرة بلاغدون (بالإنجليزية: Blagdon Lake) في واد على الطرف الشمالي لتلال منديب، بالقرب من قرية بلاغدون وحوالي 10 ميل (16 كـم) جنوب بريستل، إنجلترا. تم إنشاء البحيرة من قبل شركة بريستول ووتر (شركة بريستول ووتر ووركس كما كانت معروفة آنذاك)، عندما سد نهر يو، وبدأ البناء في عام 1898، من تصاميم تشارلز هوكسلي، واستكمل في عام 1905. تغطي البحيرة، التي كانت تسمى في الأصل خزان يو، مساحة 440 فدان (180 هكتار).

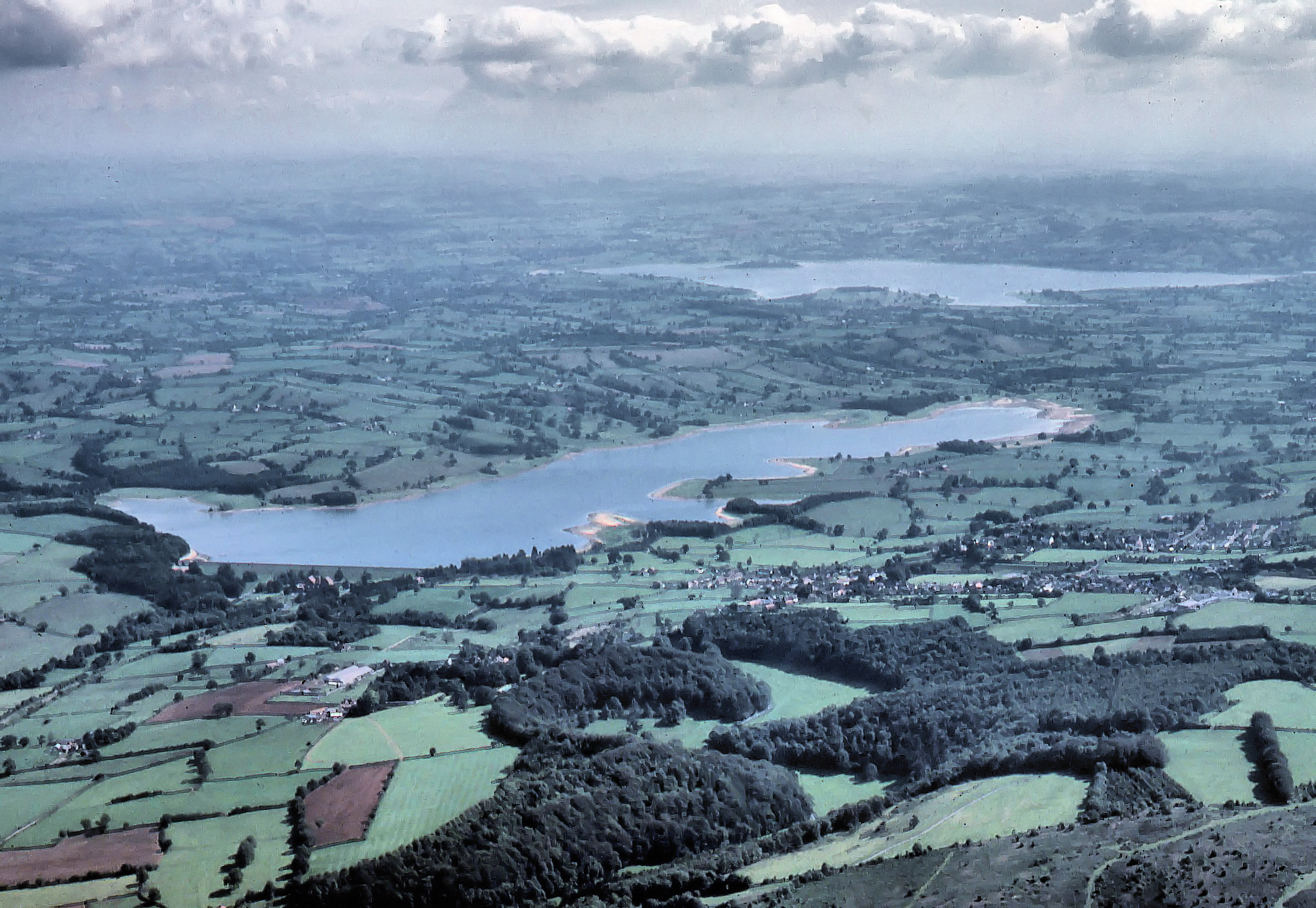
صورة جوية تظهر بحيرة بلاغدون في المقدمة، كما تظهر بحيرة وادي تشو.
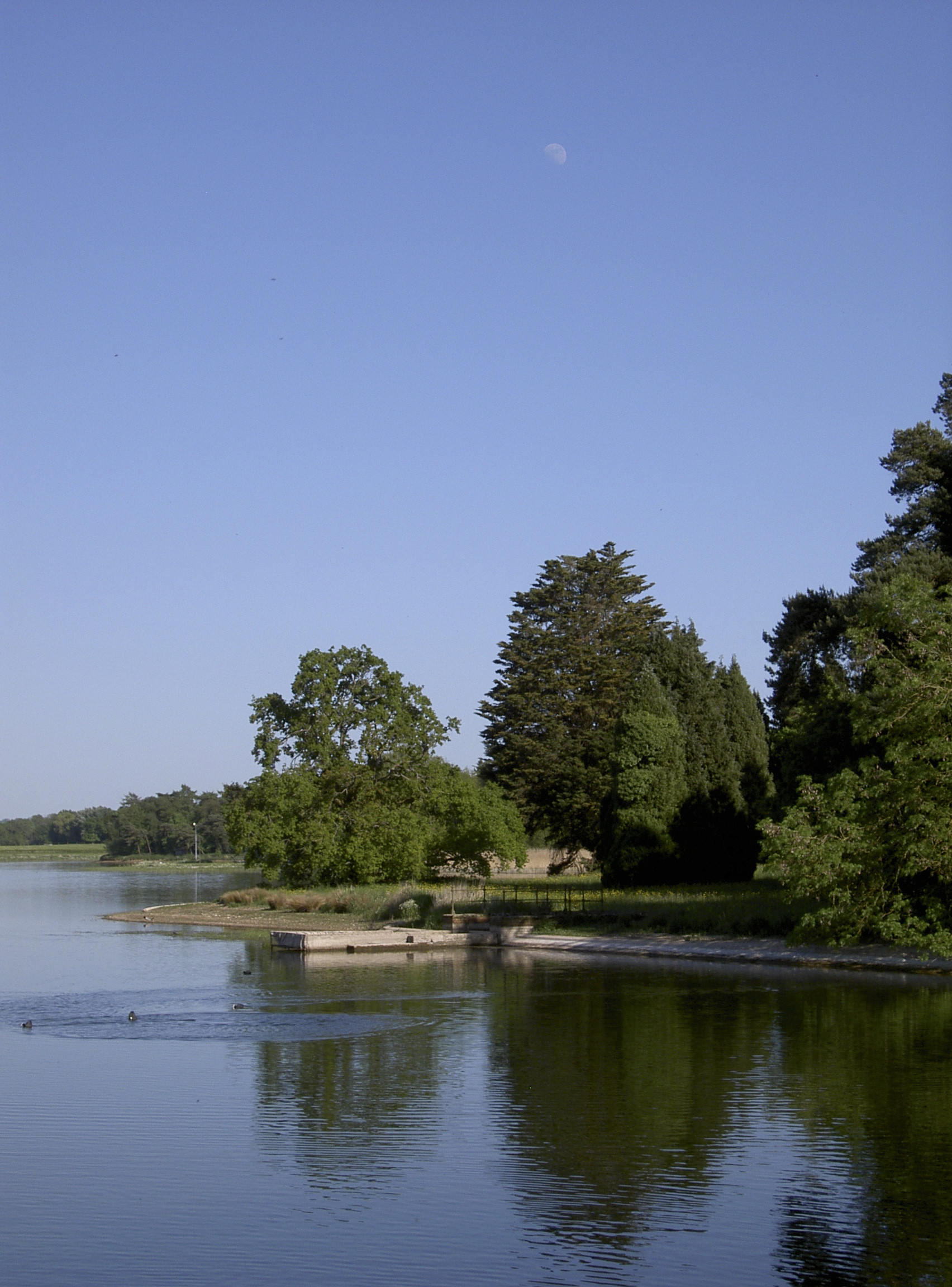
البحيرة مع الأشجار.

## روابط خارجية
- بحيرة بلاغدون مع رابط إلى كتيب حول محطة ضخ بحيرة بلاغدون ومركز الزوار
- مركز زوار بلاغدون - موقع بريستل ووتر الرسمي
- طيور بحيرة بلاغدون